# 거부권
거부권(拒否權, 영어: Veto 비토[*])은 어떠한 회의에서 의결된 내용(주로 새로 제정된 법안)에 대해, 당사자나 관련된 제3자가 이의 발효를 거부할 수 있는 권리이다. '나는 금지한다(I forbid)'라는 의미의 라틴어 veto를 차용하였다.

## 고대 로마의 거부권
거부권의 역사는 고대 로마 공화정시대로 거슬러 올라간다. 기원전 6세기경부터, 귀족들이 대다수를 차지하는 원로원의 의결사항이 평민들의 권리를 침해하는 경우, 호민관은 이를 거부할 수 있었다. 이것은 관습적으로 인정된 권리로, 원로원이 제정한 법 자체를 무효화하지는 않으나, 해당 법률은 실효한 것으로 간주되었다. 호민관은 민회에 법안이 부의되는 것을 거부할 권리 또한 가지고 있었다.
2명의 집정관 또한 서로에게 거부권을 행사할 수 있어서, 집정관간의 상호동의 없이는 집정관에게 주어진 권리를 행사할 수 없었다. 의견의 분열로 인한 비효율을 보완하기 위해, 전시와 같은 긴급상황에서는 모든 결정을 독자적으로 내릴 수 있는 독재관을 선임하였다.

## 국가별 사례

### 유엔 안전보장이사회의 거부권
유엔 안전보장이사회의 결의는 만장일치제로, 일부 특수한 상황을 제외하면 상임이사국인 미국, 영국, 프랑스, 러시아, 중국 가운데 한 국가라도 거부권을 행사할 경우 결의할 수 없다. 어떤 국가가 특정 안건에 대해 반대하지만 거부권을 행사하기는 원치 않는 경우, 기권하는 것이 일반적이다.

### 대한민국의 거부권
대한민국에서의 법률안거부권(法律案拒否權)은 입법부인 대한민국 국회에서 의결되어 정부에 이송되어 온 법률안에 대하여 대한민국의 대통령이 이의가 있을 때에 이의서를 붙여 국회의 재의를 요구할 수 있는 권한을 말한다. 법률안 재의요구권이라고도 한다. 대한민국 헌법 제53조 1~2항은 ‘국회에서 의결된 법률안은 정부에 이송되어 15일 이내에 대통령이 공포한다. 법률안에 이의가 있을 때에는 대통령은 위의 기간내에 이의서를 붙여 국회로 환부하고, 그 재의를 요구할 수 있다. 국회의 폐회중에도 또한 같다’라고 하여 대통령의 법률안거부권을 규정하고 있다.
대통령의 법률안거부권은 미국의 헌법에서 유래한 제도이다. 미국연방헌법과 같은 대통령 정부형태에 있어서 법률안 거부권이 인정되는 것은, 입법권은 국회가 갖는 데 대하여 법률의 집행은 입법과정에 참여하지 못하는 행정부의 책임이므로 행정부의 입장에서 법률안에 이의가 있을 수 있기 때문이다.
| 대통령 | 법률안                                                                                                   | 의결일           | 재의결일         | 결과   | 국회   |
| ------ | --- | ---------------- | ---------------- | ------ | ------ |
| 이승만 | 양곡매입법안                                                                                             | 1948년 9월 30일  | 1948년 10월 6일  | 가결   | 제헌   |
| 이승만 | 지방행정조직법안                                                                                         | 1948년 10월 14일 | 1948년 11월 4일  | 가결   | 제헌   |
| 이승만 | 곡물검사규칙중개정법률안                                                                                 | 1948년 12월 10일 | 1948년 12월 20일 | 부결   | 제헌   |
| 이승만 | 지방자치법안                                                                                             | 1949년 3월 9일   | 1949년 4월 14일  | 가결   | 제헌   |
| 이승만 | 지방자치법안                                                                                             | 1949년 4월 14일  | 1949년 4월 30일  | 부결   | 제헌   |
| 이승만 | 식량임시긴급조치법안                                                                                     | 1949년 4월 15일  | 1949년 6월 15일  | 가결   | 제헌   |
| 이승만 | 농지개혁법안                                                                                             | 1949년 4월 27일  |                  | 공포   | 제헌   |
| 이승만 | 귀속재산임시조치법안                                                                                     | 1949년 5월 24일  | 1949년 6월 15일  | 가결   | 제헌   |
| 이승만 | 법원조직법안                                                                                             | 1949년 7월 30일  | 1949년 9월 19일  | 가결   | 제헌   |
| 이승만 | 귀속재산처리법안                                                                                         | 1949년 11월 22일 | 1949년 12월 3일  | 가결   | 제헌   |
| 이승만 | 군정법령폐지에관한법률안                                                                                 | 1950년 2월 15일  | 1950년 4월 8일   | 가결   | 제헌   |
| 이승만 | 군정법령중개정법률안                                                                                     | 1950년 2월 15일  | 1950년 4월 8일   | 가결   | 제헌   |
| 이승만 | 국가보안법중개정법률안                                                                                   | 1950년 2월 22일  | 1950년 4월 8일   | 가결   | 제헌   |
| 이승만 | 국회의원선거법안                                                                                         | 1950년 3월 18일  | 1950년 4월 10일  | 가결   | 제헌   |
| 이승만 | 사형금지법안                                                                                             | 1950년 9월 19일  | 1950년 11월 13일 | 가결   | 제2대  |
| 이승만 | 부역행위특별처리법안                                                                                     | 1950년 9월 29일  | 1950년 11월 13일 | 가결   | 제2대  |
| 이승만 | 비상사태하에범죄처벌에관한특별조치령중개정법률안                                                         | 1950년 11월 23일 | 1951년 1월 18일  | 가결   | 제2대  |
| 이승만 | 국회의원보수에관한법률중개정법률안                                                                       | 1950년 12월 25일 | 1951년 1월 18일  | 가결   | 제2대  |
| 이승만 | 세입보전국채발행에관한건                                                                                 | 1951년 3월 30일  | 1951년 4월 16일  | 가결   | 제2대  |
| 이승만 | 문교재단소유농지특별보상법안                                                                             | 1951년 6월 6일   | 1951년 7월 2일   | 가결   | 제2대  |
| 이승만 | 지방자치법중개정법률안                                                                                   | 1951년 7월 7일   |                  | 미공포 | 제2대  |
| 이승만 | 수산청설치법안                                                                                           | 1951년 8월 30일  |                  | 미공포 | 제2대  |
| 이승만 | 정부조직법중개정법률안                                                                                   | 1951년 9월 4일   |                  | 미공포 | 제2대  |
| 이승만 | 정치운동규제법안                                                                                         | 1952년 4월 16일  | 1953년 5월 30일  | 가결   | 제2대  |
| 이승만 | 정부조직법중개정법률안                                                                                   | 1952년 4월 19일  |                  | 미공포 | 제2대  |
| 이승만 | 검사징계법안                                                                                             | 1952년 5월 23일  | 1953년 5월 30일  | 부결   | 제2대  |
| 이승만 | 비상사태하의범죄처벌에관한특별조치령폐지와동법에기인한형사사건임시조치법안                               | 1952년 6월 5일   | 1953년 5월 30일  | 가결   | 제2대  |
| 이승만 | 농지개혁법중개정법률안                                                                                   | 1952년 9월 9일   | 1952년 11월 17일 | 부결   | 제2대  |
| 이승만 | 국회법중개정법률안                                                                                       | 1952년 11월 29일 | 1953년 1월 13일  | 부결   | 제2대  |
| 이승만 | 국회에서의증언·감정등에관한법률안                                                                        | 1953년 1월 19일  | 1953년 5월 30일  | 가결   | 제2대  |
| 이승만 | 구황실재산법안                                                                                           | 1953년 4월 28일  | 1953년 5월 30일  | 가결   | 제2대  |
| 이승만 | 농지개혁법중개정법률안                                                                                   | 1953년 7월 10일  | 1953년 11월 24일 | 가결   | 제2대  |
| 이승만 | 간이소청절차에의한귀속해제결정의확인에관한법률의폐지에관한법률안                                         | 1953년 7월 25일  | 1953년 11월 24일 | 부결   | 제2대  |
| 이승만 | 귀속재산처리법중개정법률안                                                                               | 1953년 10월 12일 | 1953년 11월 24일 | 가결   | 제2대  |
| 이승만 | 임시토지수득세법중개정법률안                                                                             | 1953년 10월 20일 | 1953년 11월 24일 | 가결   | 제2대  |
| 이승만 | 참의원의원선거법안                                                                                       | 1953년 11월 30일 | 1953년 12월 24일 | 부결   | 제2대  |
| 이승만 | 국회의원선거법중개정법률안                                                                               | 1954년 1월 23일  | 1954년 2월 25일  | 부결   | 제2대  |
| 이승만 | 형사소송법안                                                                                             | 1954년 2월 19일  | 1954년 3월 19일  | 가결   | 제2대  |
| 이승만 | 비상사태하미수복지구선거에관한임시조치법안                                                               | 1954년 3월 31일  |                  | 폐기   | 제2대  |
| 이승만 | 국민의료법중개정법률안                                                                                   | 1956년 1월 4일   | 1956년 1월 20일  | 부결   | 제3대  |
| 이승만 | 귀속재산처리특별회계법중개정법률안                                                                       | 1956년 2월 18일  |                  | 철회   | 제3대  |
| 이승만 | 감찰원법안                                                                                               | 1956년 10월 18일 |                  | 폐기   | 제3대  |
| 이승만 | 검찰청법중개정법률안                                                                                     | 1958년 12월 24일 |                  | 폐기   | 제4대  |
| 이승만 | 입장세법중개정법률안                                                                                     | 1958년 12월 24일 |                  | 폐기   | 제4대  |
| 이승만 | 계량법안                                                                                                 | 1960년 1월 16일  |                  | 폐기   | 제4대  |
| 참의원 | 국회법개정법률안                                                                                         | 1960년 9월 5일   | 1960년 9월 19일  | 가결   | 제5대  |
| 참의원 | 수복지구임시행정조치법폐지에관한법률안                                                                   | 1960년 9월 28일  | 1960년 12월 30일 | 가결   | 제5대  |
| 참의원 | 부정선거관련자처벌법안                                                                                   | 1960년 11월 30일 |                  | 폐기   | 제5대  |
| 참의원 | 반민주행위자공민권제한법안                                                                               | 1960년 12월 5일  |                  | 폐기   | 제5대  |
| 참의원 | 감찰위원회법안                                                                                           | 1960년 11월 19일 |                  | 폐기   | 제5대  |
| 참의원 | 헌법재판소법안                                                                                           | 1961년 1월 20일  |                  | 폐기   | 제5대  |
| 참의원 | 부정축재특별처리법안                                                                                     | 1961년 2월 9일   | 1961년 4월 10일  | 가결   | 제5대  |
| 참의원 | 대법원장및대법관선거법안                                                                                 | 1961년 2월 11일  |                  | 폐기   | 제5대  |
| 박정희 | 탄핵심판법안                                                                                             | 1964년 12월 15일 |                  | 철회   | 제6대  |
| 박정희 | 중기관리법중개정법률안                                                                                   | 1968년 12월 29일 |                  | 폐기   | 제7대  |
| 박정희 | 도시계획법중개정법률안                                                                                   | 1968년 12월 29일 |                  | 폐기   | 제7대  |
| 박정희 | 금에관한임시조치법폐지법률안                                                                             | 1970년 7월 16일  |                  | 폐기   | 제7대  |
| 박정희 | 국회에서의증언·감정등에관한법률안                                                                        | 1975년 7월 9일   | 1975년 11월 1일  | 부결   | 제9대  |
| 노태우 | 국정감사및조사에관한법률안                                                                               | 1988년 7월 9일   | 1988년 7월 18일  | 부결   | 제13대 |
| 노태우 | 국회에서의증언·감정등에관한법률개정법률안                                                                | 1988년 7월 9일   | 1988년 7월 18일  | 부결   | 제13대 |
| 노태우 | 1980년해직공직자의복직및보상에관한특별조치법안                                                           | 1988년 12월 17일 | 1989년 3월 9일   | 부결   | 제13대 |
| 노태우 | 지방자치법중개정법률안                                                                                   | 1989년 3월 9일   | 1989년 12월 19일 | 부결   | 제13대 |
| 노태우 | 국민의료보험법안                                                                                         | 1989년 3월 9일   |                  | 폐기   | 제13대 |
| 노태우 | 노동쟁의조정법중개정법률안                                                                               | 1989년 3월 9일   |                  | 폐기   | 제13대 |
| 노태우 | 노동조합법중개정법률안                                                                                   | 1989년 3월 9일   |                  | 폐기   | 제13대 |
| 노무현 | 남북정상회담관련대북비밀송금의혹사건및관련비자금비리의혹사건등의진상규명을위한특별검사임명등에관한법률안 | 2003년 7월 15일  | 2003년 7월 31일  | 부결   | 제16대 |
| 노무현 | 노무현대통령의측근최도술·이광재·양길승관련권력형비리사건등의진상규명을위한특별검사의임명등에관한법률안   | 2003년 11월 10일 | 2003년 12월 4일  | 가결   | 제16대 |
| 고건   | 사면법중개정법률안                                                                                       | 2004년 3월 2일   |                  | 폐기   | 제16대 |
| 고건   | 거창사건등관련자명예회복에관한특별조치법개정법률안                                                       | 2004년 3월 2일   |                  | 폐기   | 제16대 |
| 노무현 | 일제강점하 국외 강제동원 희생자 등 지원에 관한 법률안                                                    | 2007년 7월 3일   | 2007년 11월 23일 | 부결   | 제17대 |
| 노무현 | 위헌결정에 따른 학교용지부담금 환급 등에 관한 특별법안                                                   | 2008년 1월 28일  |                  | 폐기   | 제17대 |
| 이명박 | 대중교통의 육성 및 이용촉진에 관한 법률 일부개정법률안                                                   | 2013년 1월 1일   |                  | 폐기   | 제19대 |
| 박근혜 | 국회법 일부개정법률안                                                                                    | 2015년 5월 29일  |                  | 폐기   | 제19대 |
| 박근혜 | 국회법 일부개정법률안                                                                                    | 2016년 5월 19일  |                  | 폐기   | 제19대 |
| 윤석열 | 양곡관리법 일부개정법률안                                                                                | 2023년 3월 23일  | 2023년 4월 13일  | 부결   | 제21대 |
| 윤석열 | 간호법안                                                                                                 | 2023년 4월 27일  | 2023년 5월 30일  | 부결   | 제21대 |
| 윤석열 | 노동조합 및 노동관계조정법 일부개정법률안                                                                | 2023년 11월 9일  | 2023년 12월 8일  | 부결   | 제21대 |
| 윤석열 | 한국교육방송공사법 일부개정법률안                                                                        | 2023년 11월 9일  | 2023년 12월 8일  | 부결   | 제21대 |
| 윤석열 | 방송법 일부개정법률안                                                                                    | 2023년 11월 9일  | 2023년 12월 8일  | 부결   | 제21대 |
| 윤석열 | 방송문화진흥회법 일부개정법률안                                                                          | 2023년 11월 9일  | 2023년 12월 8일  | 부결   | 제21대 |
| 윤석열 | 화천대유 ‘50억 클럽’ 뇌물 의혹 사건의 진상규명을 위한 특별검사의 임명 등에 관한 법률안                   | 2023년 12월 28일 | 2024년 2월 29일  | 부결   | 제21대 |
| 윤석열 | 대통령 배우자 김건희의 도이치모터스 주가조작 의혹 진상규명을 위한 특별검사 임명 등에 관한 법률안         | 2023년 12월 28일 | 2024년 2월 29일  | 부결   | 제21대 |
| 윤석열 | 10·29이태원참사 피해자 권리보장과 진상규명 및 재발방지를 위한 특별법안                                   | 2024년 1월 9일   |                  | 폐기   | 제21대 |
| 윤석열 | 순직 해병 수사 방해 및 사건 은폐 등의 진상규명을 위한 특별검사의 임명 등에 관한 법률안                   | 2024년 5월 2일   | 2024년 5월 28일  | 부결   | 제21대 |
| 윤석열 | 전세사기피해자 지원 및 주거안정에 관한 특별법 일부개정법률안                                             | 2024년 5월 28일  |                  | 폐기   | 제21대 |
| 윤석열 | 민주유공자 예우에 관한 법률안                                                                            | 2024년 5월 28일  |                  | 폐기   | 제21대 |
| 윤석열 | 농어업회의소법안                                                                                         | 2024년 5월 28일  |                  | 폐기   | 제21대 |
| 윤석열 | 지속가능한 한우산업을 위한 지원법안                                                                      | 2024년 5월 28일  |                  | 폐기   | 제21대 |
| 윤석열 | 순직 해병 수사 방해 및 사건 은폐 등의 진상규명을 위한 특별검사의 임명 등에 관한 법률안                   | 2024년 7월 4일   | 2024년 7월 25일  | 부결   | 제22대 |
| 윤석열 | 방송통신위원회의 설치 및 운영에 관한 법률 일부개정법률안                                                 | 2024년 7월 26일  | 2024년 9월 26일  | 부결   | 제22대 |
| 윤석열 | 방송법 일부개정법률안                                                                                    | 2024년 7월 28일  | 2024년 9월 26일  | 부결   | 제22대 |
| 윤석열 | 방송문화진흥회법 일부개정법률안                                                                          | 2024년 7월 29일  | 2024년 9월 26일  | 부결   | 제22대 |
| 윤석열 | 한국교육방송공사법 일부개정법률안                                                                        | 2024년 7월 30일  | 2024년 9월 26일  | 부결   | 제22대 |
| 윤석열 | 2024년 민생회복지원금 지급을 위한 특별조치법안                                                           | 2024년 8월 2일   | 2024년 9월 26일  | 부결   | 제22대 |
| 윤석열 | 노동조합 및 노동관계조정법 일부개정법률안                                                                | 2024년 8월 5일   | 2024년 9월 26일  | 부결   | 제22대 |
| 윤석열 | 순직 해병 수사 방해 및 사건 은폐 등의 진상규명을 위한 특별검사의 임명 등에 관한 법률안                   | 2024년 9월 19일  | 2024년 10월 4일  | 부결   | 제22대 |
| 윤석열 | 지역사랑상품권 이용 활성화에 관한 법률 일부개정법률안                                                    | 2024년 9월 19일  | 2024년 10월 4일  | 부결   | 제22대 |
| 윤석열 | 윤석열 대통령 배우자 김건희의 주가조작 사건 등의 진상규명을 위한 특별검사 임명 등에 관한 법률안          | 2024년 9월 19일  | 2024년 10월 4일  | 부결   | 제22대 |
| 윤석열 | 윤석열 대통령 배우자 김건희의 주가조작 사건 등의 진상규명을 위한 특별검사 임명 등에 관한 법률안          | 2024년 11월 14일 | 2024년 12월 7일  | 부결   | 제22대 |
| 한덕수 | 국회법 일부개정법률안                                                                                    | 2024년 11월 28일 | 2025년 1월 8일   | 부결   | 제22대 |
| 한덕수 | 국회에서의 증언·감정 등에 관한 법률 일부개정법률안                                                       | 2024년 11월 28일 | 2025년 1월 8일   | 부결   | 제22대 |
| 한덕수 | 농어업재해대책법 일부개정법률안                                                                          | 2024년 11월 28일 | 2025년 1월 8일   | 부결   | 제22대 |
| 한덕수 | 농어업재해보험법 일부개정법률안                                                                          | 2024년 11월 28일 | 2025년 1월 8일   | 부결   | 제22대 |
| 한덕수 | 양곡관리법 일부개정법률안                                                                                | 2024년 11월 28일 | 2025년 1월 8일   | 부결   | 제22대 |
| 한덕수 | 농수산물 유통 및 가격안정에 관한 법률 일부개정법률안                                                     | 2024년 11월 28일 | 2025년 1월 8일   | 부결   | 제22대 |
| 최상목 | 윤석열 정부의 위헌적 비상계엄 선포를 통한 내란 행위의 진상규명을 위한 특별검사 임명 등에 관한 법률안     | 2024년 12월 12일 | 2025년 1월 8일   | 부결   | 제22대 |
| 최상목 | 윤석열 대통령 배우자 김건희의 주가조작 사건 등의 진상규명을 위한 특별검사 임명 등에 관한 법률안          | 2024년 12월 12일 | 2025년 1월 8일   | 부결   | 제22대 |
| 최상목 | 지방교육재정교부금법 일부개정법률안                                                                      | 2024년 12월 31일 | 2025년 4월 17일  | 부결   | 제22대 |
| 최상목 | 초·중등교육법 일부개정법률안                                                                             | 2024년 12월 26일 | 2025년 4월 17일  | 부결   | 제22대 |
| 최상목 | 방송법 일부개정법률안                                                                                    | 2024년 12월 26일 | 2025년 4월 17일  | 가결   | 제22대 |
| 최상목 | 반인권적 국가범죄의 시효 등에 관한 특례법안                                                              | 2024년 12월 31일 | 2025년 4월 17일  | 부결   | 제22대 |
| 최상목 | 윤석열 정부의 내란ㆍ외환 행위의 진상규명을 위한 특별검사 임명 등에 관한 법률안                           | 2025년 1월 17일  | 2025년 4월 17일  | 부결   | 제22대 |
| 최상목 | 명태균과 관련한 불법 선거개입 및 국정농단 사건 등의 진상규명을 위한 특별검사의 임명 등에 관한 법률안     | 2025년 2월 26일  | 2025년 4월 17일  | 부결   | 제22대 |
| 최상목 | 방송통신위원회의 설치 및 운영에 관한 법률 일부개정법률안                                                 | 2025년 2월 27일  | 2025년 4월 17일  | 부결   | 제22대 |
| 한덕수 | 상법 일부개정법률안                                                                                      | 2025년 3월 13일  | 2025년 4월 17일  | 부결   | 제22대 |

## 같이 보기
- 보류거부
- 비토크라시